# Polyalthia sinclairiana
Polyalthia sinclairiana är en kirimojaväxtart som beskrevs av Ian Mark Turner. Polyalthia sinclairiana ingår i släktet Polyalthia och familjen kirimojaväxter. Inga underarter finns listade i Catalogue of Life.